# Протестантизм в Уганде

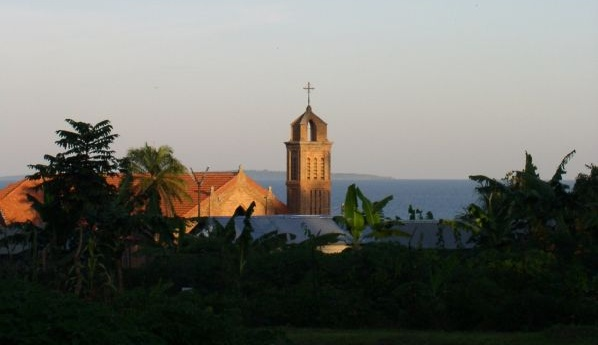
Христианская церковь в Энтеббе

Протестантизм в Уганде — крупнейшее направление христианства в стране. По данным исследовательского центра Pew Research Center в 2010 году в Уганде проживало 14,83 млн протестантов, которые составляли 44,4 % населения страны. Доля протестантов в общем населении страны неуклонно растёт: в 1960 году они составляли 13,7 % жителей Уганды, в 1980 — 24,4 %. В 2000 году в Уганде действовало 21,7 тыс. протестантских церквей.
В Уганде действует целый ряд протестантских деноминация. Среди них:
- Евангелическая пресвитерианская церковь в Уганде

- Реформатская пресвитерианская церковь Уганды
- Объединённый христианский совет Уганды
- Пресвитерианская церковь Уганды
- Международный центр евангелизации — Внутренняя миссия Африки